# Gumlog
Gumlog is een plaats (census-designated place) in de Amerikaanse staat Georgia, en valt bestuurlijk gezien onder Franklin County.

## Demografie
Bij de volkstelling in 2000 werd het aantal inwoners vastgesteld op 2025.

## Geografie
Volgens het United States Census Bureau beslaat de plaats een oppervlakte van
42,1 km², waarvan 35,2 km² land en 6,9 km² water.

## Plaatsen in de nabije omgeving
De onderstaande figuur toont nabijgelegen plaatsen in een straal van 20 km rond Gumlog.